# Cintano
Cintano (piemontiul: Sintan) település Olaszországban, Lombardia régióban, Torino megyében. Lakosainak száma 239 fő (2023. január 1.). Cintano Castellamonte, Castelnuovo Nigra és Colleretto Castelnuovo községekkel határos.

## Népesség
A település népességének változása:
| Lakosok száma | 255  | 259  | 239  |
|               | 2017 | 2018 | 2023 |